# 俄罗斯的区

区是俄罗斯的二级行政单位。截至2010年1月1日，全俄共有1868个区（不含当时仅有的两个联邦直辖城市莫斯科市和圣彼得堡市的区）。区分为行政的区和市政构成区（俄語：муниципальное образование）两种；在大多数地方，这两种区是重合的。在一些少数民族聚居的联邦主体，区可以被称为其他名字，例如阿尔泰共和国的艾马克（俄语：аймак）、图瓦共和国的胡硕（俄語：кожуун）和萨哈共和国的兀鲁思（俄語：улус）。